# Euphorbia epiphylloides
Euphorbia epiphylloides là một loài thực vật thuộc họ Euphorbiaceae. Đây là loài đặc hữu của Ấn Độ.

## Hình ảnh

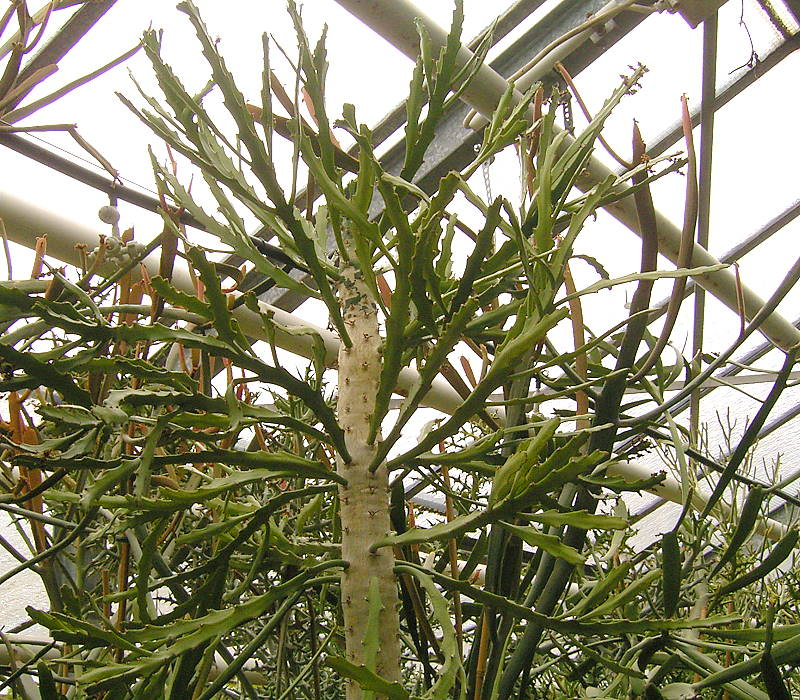
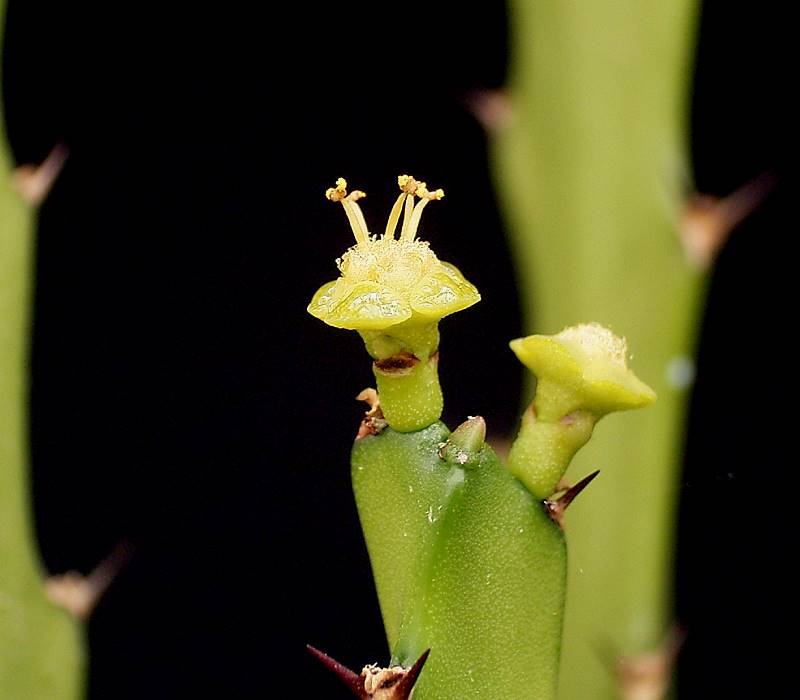